# オペル・アスコナ
アスコナ（Ascona ）は、ゼネラルモーターズのドイツ子会社オペルの中型車。1970年から1988年までに3世代が販売された。

## 歴代モデル

### 初代（アスコナA）

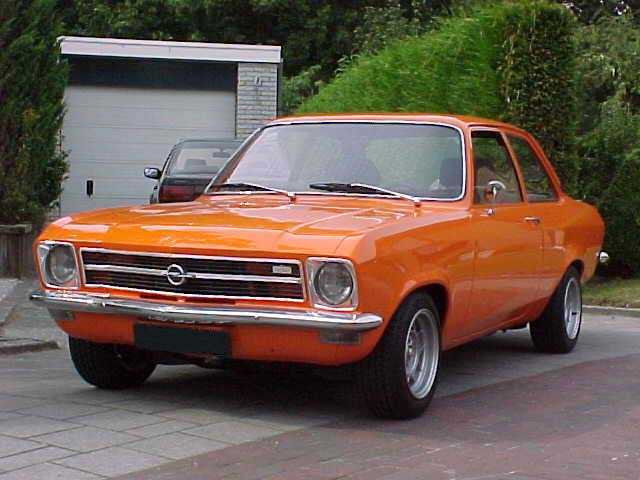
アスコナA

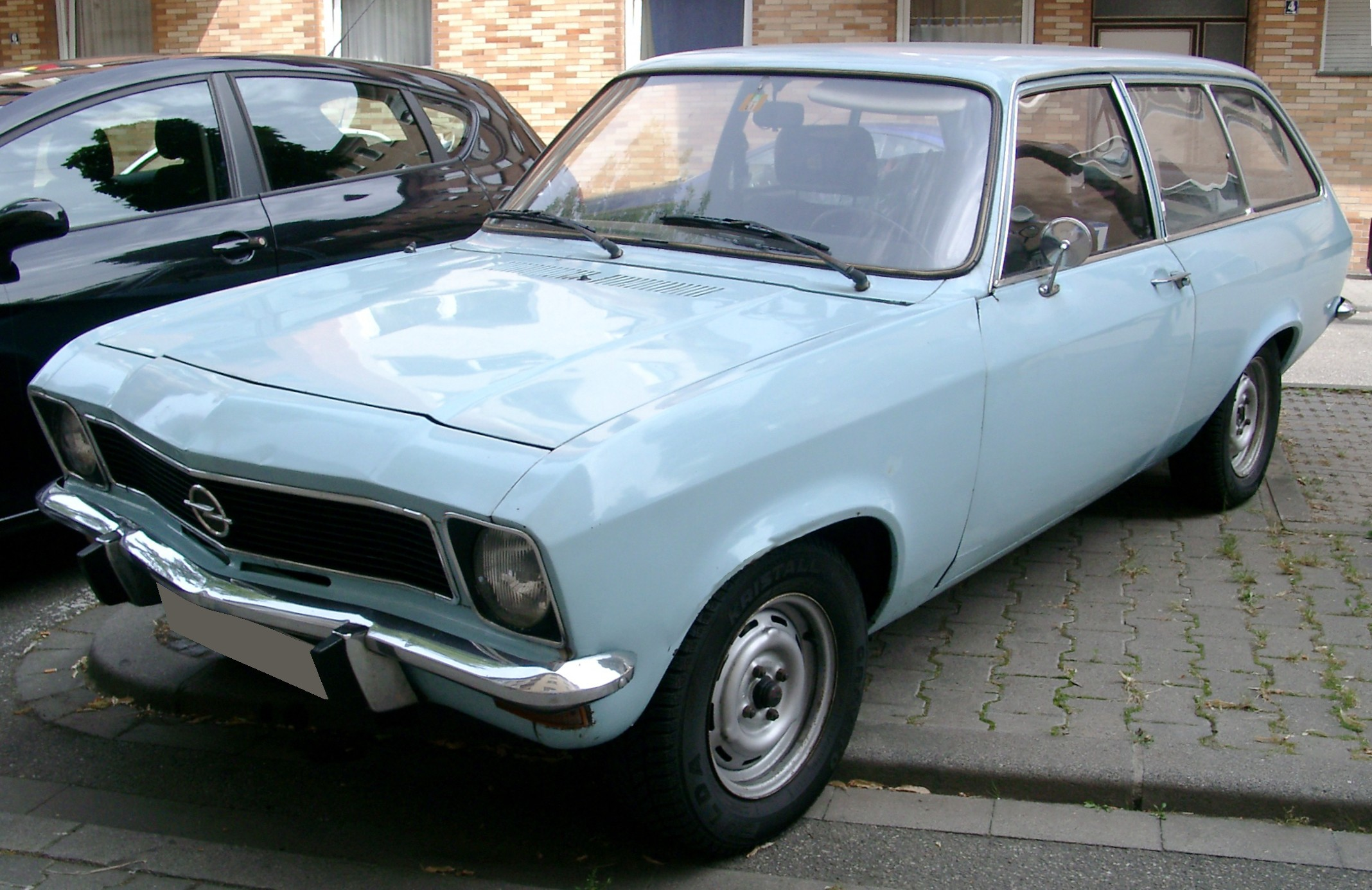
アスコナコンビ

1970年10月28日にカデットとレコルトの中間車種として発表された。一足先に9月9日に発表されたマンタは兄弟車種に当たる。2ドア/4ドアセダン、3ドアステーションワゴンがあった。日本には商標登録の関係か「オペル・1604」として輸入されたが、このクラスは国産車の競争力が高まっており、ほとんど売れなかった。

### 2代目（アスコナB）

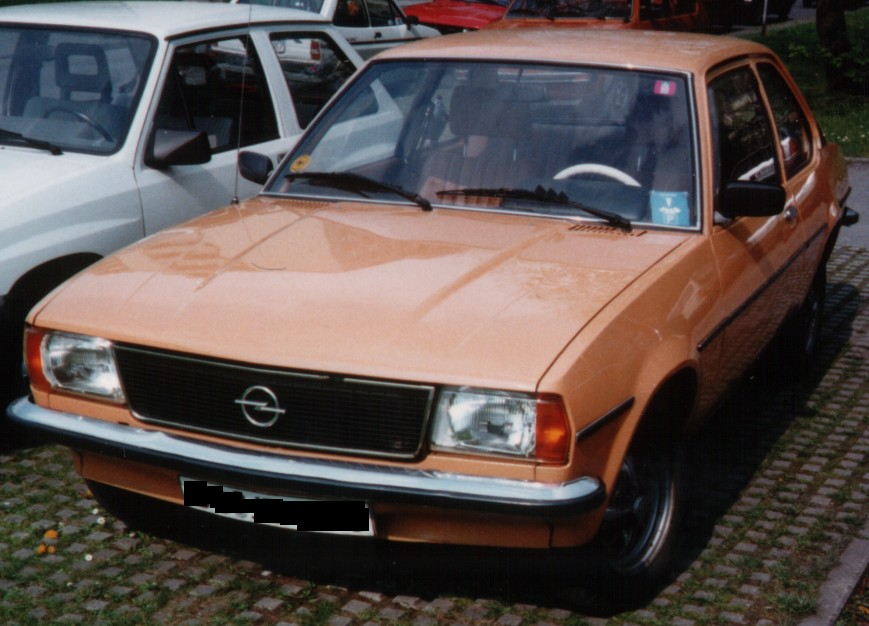
アスコナB

第2世代は1975年にフランクフルトモーターショーで発表された。英国ではボクスホール・キャバリエという車名だった。

### 3代目（アスコナC）

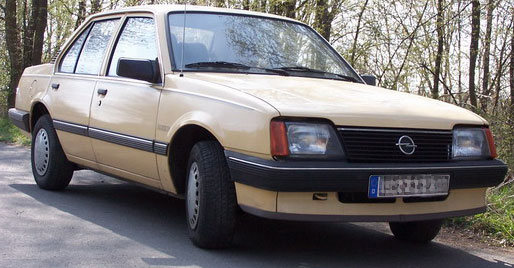
アスコナC

1981年にGMのJカープロジェクトの一環で発表された。姉妹車にいすゞ・アスカがある。オペルのFF車としては1979年のカデットDに次いで2番目のモデルだった。日本にも若干数が輸入された。
アスコナは1988年、事実上の後継車であるオペル・ベクトラ発表により生産終了・モデル廃止された。ボクスホール・キャバリエもベクトラと同じモデルにチェンジされたが、キャバリエの名称は1995年まで継続された。

### アスコナ400

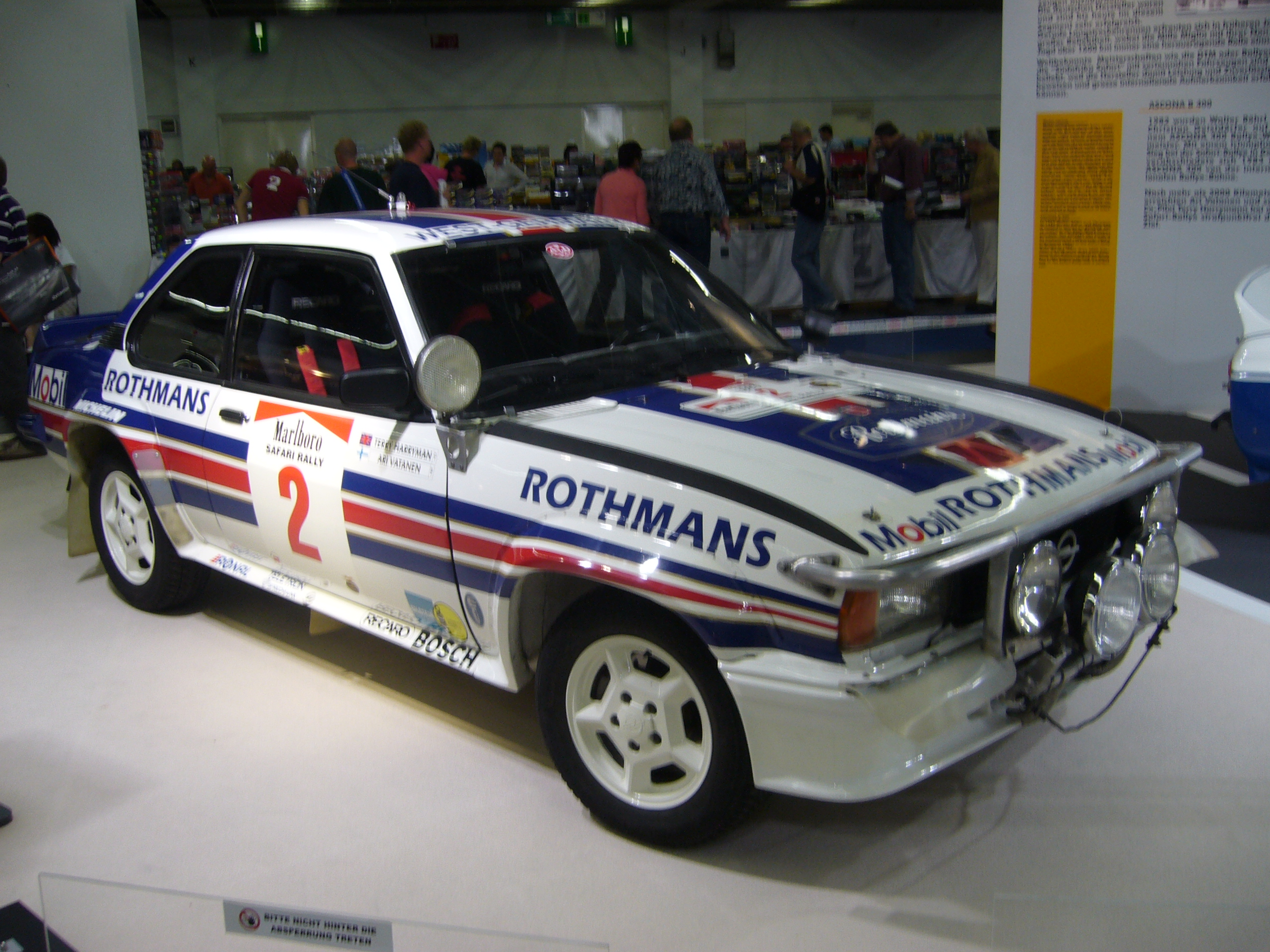
アスコナ400 Gr.B（1983年サファリラリー　バタネン仕様）

カデットGT／EによるWRC参戦で手ごたえを感じたオペルのワークスチーム「GM・ユーロハンドラー」の監督で英国チューナー(D.O.T.)のトニー・ホールはカデットの後継としてGr.2仕様のアスコナBベースにGr.4仕様とするため、エアダムスカート、ボンネット上のフィン、リアスポイラーなどのエアロパーツで武装し、ボンネットをFRP化したボディにオペル市販車としては初のDOHC16バルブエンジンを搭載したアスコナ400を1979年11月に発表。これに伴いGr.4ホモロゲーションモデル400台が製作、販売された。
排気量を2.4リッターに拡大し、ウェーバー製ツインキャブレターにより240hpを出力、ZF製5速ギアボックスを組み合わせ、フィアット・131アバルトやフォード・エスコートRSと互角に競り合える力を身に着けた。
WRCデビューは1980年のラリー・モンテカルロにアンダー・クーラングのドライブにより4位入賞、続く2月のスウェディッシュ・ラリーで優勝、サファリラリーではプジョーチームで監督を務めたジャン=ピエール・ニコラがエンディ・ブモンと組んで5位とコンスタントに好成績をあげ、この年のメイクス・タイトルは4位となる。
翌1981年、パブリモ・ビールのスポンサーを獲得。モンテカルロは3位・4位に入賞、サファリラリーでは牛と衝突しリタイアするなど結果が出せず、シーズン途中でパブリモはスポンサーから撤退。エースのクーラングもチームを去ってしまう。1982年、ロスマンズがスポンサーに就き体制を新たにすると、ドライバーにヴァルター・ロールとヘンリ・トイヴォネンを迎え、初戦モンテカルロはドライコンディションに助けられ、ルノー・5ターボやアウディ・クワトロなどの並み居る強豪を退け、ロールが優勝、その後も2位2回、3位1回、コートジボワールで優勝と上々の成績を挙げ、ロールがオペルにとって初のドライバーズ・タイトルを獲得。メイクスタイトルはアウディに次ぐ2位となり、Gr.4時代終端のFRマシン最後のチャンピオンを飾った。
オペルは翌1983年から施行されるグループB規定に合わせて、ベース車がFF化されたアスコナ(C)に代わり新たにマンタをベースとしたマシンの開発を進めるが、そのホモロゲーション取得が遅れたためアスコナ400で引き続きグループBの承認を通した。ドライバーはアリ・バタネン。前年のチャンピオン・マシンであれど他のグループBマシン相手に苦戦を強いられる最中、サファリラリーで優勝。時を同じくしてマンタのグループB公認が得られたことから、その後のコルスからマンタにバトンタッチしてアスコナ400は第一線から退いた。
当時サファリを拠点にしていた岩瀬晏弘は、1984年にグループBのアスコナ400でサファリとアルゼンチンに参戦し、アルゼンチンで総合5位に入賞した。